# RSh-12
O RSh-12 é um revólver de fabricação russa com câmara para o cartucho 12,7×55mm STs-130.
Ele dispara da câmara de baixo do tambor (como o Chiappa Rhino e o Mateba Autorevolver) em vez da câmara de cima mais comum, e possui câmara para a mesma munição que o fuzil de batalha ASh-12.7.

## Variantes

### Variantes militares
- RSh-12: Com câmara para o cartucho 12,7×55mm.
- RSh-9: Com câmara para o cartucho 9x39mm.[2]

### Variantes civis
Originalmente introduzidas em 2020, no final de 2021 essas carabinas ainda estão nos estágios finais de desenvolvimento e não há informações firmes sobre sua disponibilidade e preços futuros.
- MTs-569: Com câmara para o cartucho 12,7×55mm.
- MTs-570: Com câmara para o cartucho 9x39mm.[3]

## Operadores
- Rússia